# Gilbertiodendron ebo
Genre
Espèce
Statut de conservation UICN

 VU  : Vulnérable
Gilbertiodendron ebo est une espèce de plantes à fleurs du genre Gilbertiodendron de la famille des Fabaceae. C’est un arbre endémique du Cameroun.

## Étymologie
Son épithète spécifique fait référence à la forêt d'Ebo, dans la Région du Littoral, où Xander van der Burgt l'a découverte le 26 novembre 2013, sur un sentier reliant le village d'Iboti à Békop, à environ 7 km d'Iboti et à 5,7 km de Békop, à une altitude de 770 m.

## Description
G. ebo est un arbre avec une hauteur maximale de 33 m et un tronc de diamètre allant  jusqu'à 69 cm. Les rameaux sont pubescents avec de courts poils rougeâtres bruns.
Les feuilles ont une taille de 50 de long et 35 cm de large. Les feuilles des jeunes arbres sont pennées avec des folioles alternes et obovales. Le pétiole est long de 6 à 20 mm avec 1 à 6 paires de folioles qui sont semblables au cuir et des stipules en paires. La veine centrale est pubescente dans sa partie supérieure et a 5 à 20 paires des veines secondaires. L’inflorescence se forme dans une panicule axillaire ou terminale avec une longueur maximale de 17 cm. Chaque cm d'inflorescence forme  6-8 fleurs avec des bractées ayant une forme elliptique à lancéolées. La couleur des 5 sépales et des 5 pétales est blanche ainsi que la couleur des filets, qui sont glabres et de 22-26 mm de long. Les anthères sont de long de 4 mm de longueur et de couleur blanc ou brun. Les ovaires vert clair ont des poils bruns et il y a 7-8 ovules par ovaire .
Les fruits ont une taille de 18à 33 cm de long et 7 à 11 cm de large. Ils sont rectangulaires, oblongs, glabres et de couleur brune. On y trouve 2 à 7 graines et la gousse des fruits a des nervures longitudinales.

## Distribution
G. ebo est endémique au Cameroun dans les forêts sempervirentes à une altitude de 200 à 800 m et sur les sols ayant un bon drainage. L’UICN a catégorisé l’espèce comme « en danger ».